# Kriegsdenkmünze für die Feldzüge 1870–71 (Deutsches Reich)

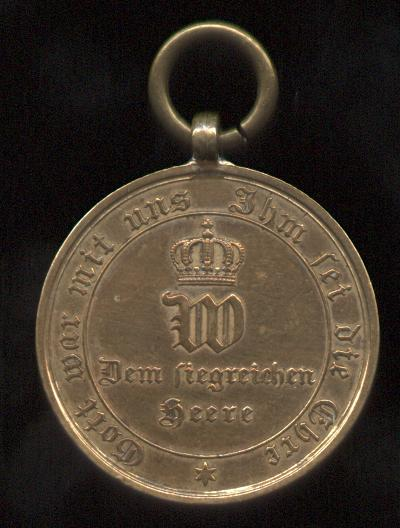
Kriegsdenkmünze 1870/71 für Kombattanten, Vorderseite

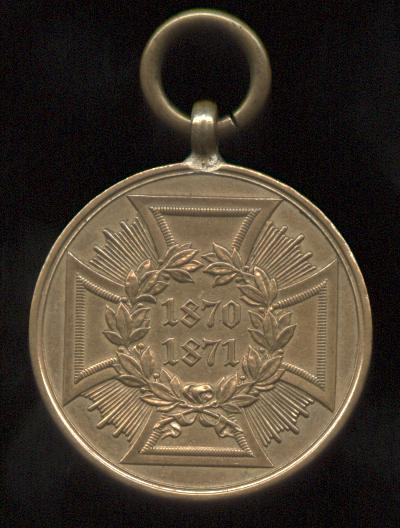
Kriegsdenkmünze 1870/71 für
Kombattanten, Rückseite

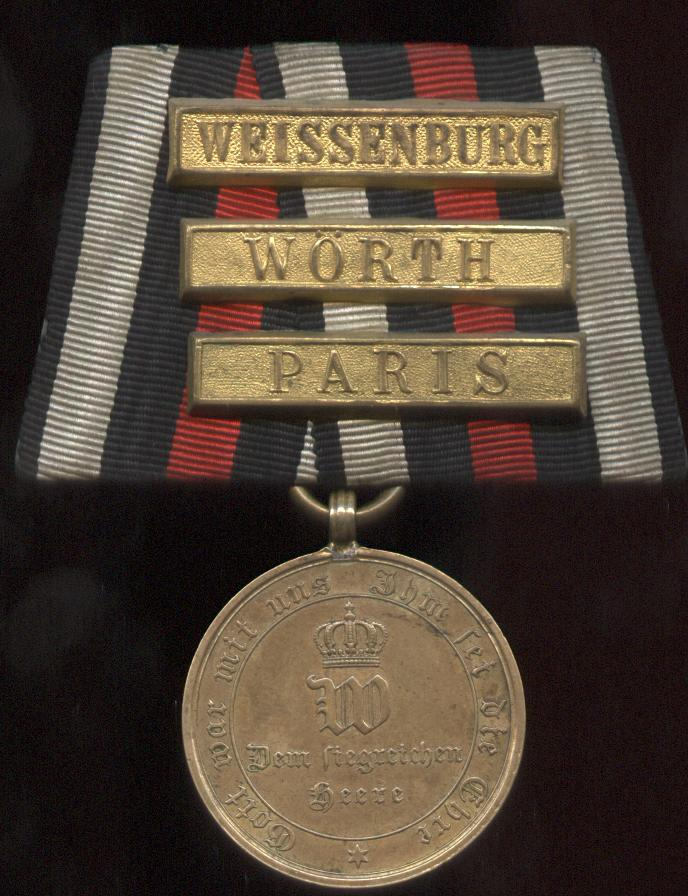
Kriegsdenkmünze 1870/71 mit Gefechtsspangen Weissenburg, Wörth und Paris

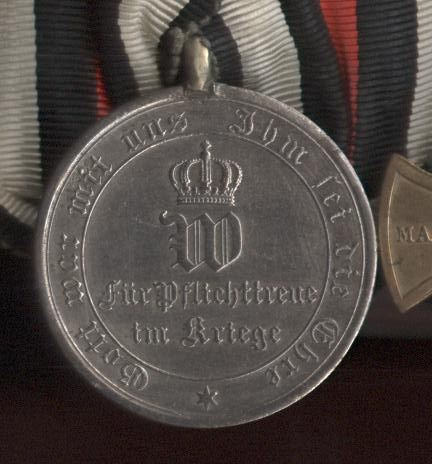
Kriegsdenkmünze 1870/71 für Nichtkombattanten, Vorderseite mit abweichender Widmungsinschrift

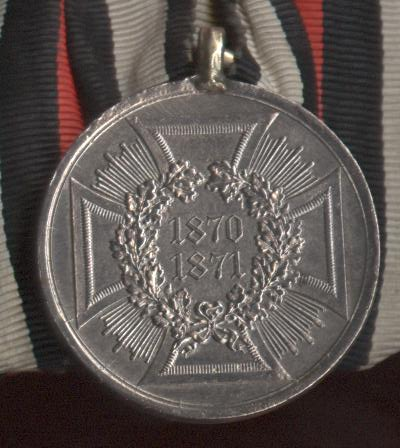
Kriegsdenkmünze 1870/71 für Nichtkombattanten, Rückseite mit abweichendem Eichenkranz statt Lorbeerkranz

Die Kriegsdenkmünze für die Feldzüge 1870/71 wurde am 20. Mai 1871 von Kaiser Wilhelm I. für Kombattanten und Nichtkombattanten gestiftet und an alle Angehörigen der deutschen Armeen verliehen, die im Krieg 1870/71 an einem Gefecht oder einer Belagerung teilgenommen oder zu kriegerischen Zwecken die Grenze zu Frankreich überschritten hatten, ebenso an alle Angehörigen der Marine, die in diesem Krieg an einem Gefecht teilgenommen hatten, sowie an die Besatzungsmitglieder der Augusta, die vom 11. Dezember 1870 bis 2. März 1871 auf dem Schiff Dienst taten.
Ob diese erste nach Gründung des Deutschen Reiches gestiftete Auszeichnung eine solche desselben oder des Königreiches Preußen war, ist nicht ganz klar definiert. Während aber die preußischen Könige bei der Verleihung preußischer Orden niemals den Kaisertitel führten, wurde diese Denkmünze von Wilhelm I. ausdrücklich als Kaiser unter Gegenzeichnung des Reichskanzlers gestiftet und auch aus dem Reichshaushalt bezahlt (RGBl. 1871 Nr. 22, S. 103; Veröffentlichung Nr. 642); ebenso geschah es bei späteren – meist ebenfalls für militärische Aktionen – gestifteten Denkmünzen und Verdienstmedaillen. Auch sind die Bandfarben schwarz-weiß-rot die Farben des neugeschaffenen Deutschen Reiches, und die pauschale Verleihung an alle Angehörigen auch der nichtpreußischen Armeekontingente macht deutlich, dass es sich um eine Ehrung durch das Deutsche Reich handelte. Dass hingegen die Initiale auf der Vorderseite dieser Denkmünze mit der preußischen Königskrone bekrönt ist, dürfte darauf zurückzuführen sein, dass das Design der – ja nie real existierenden, sondern nur als Bildsymbol verwendeten – Kaiserkrone damals noch nicht festgelegt war.

## Aussehen
Für Kombattanten ist die Medaille aus der Bronze erbeuteter Geschützrohre gefertigt und zeigt auf der Vorderseite mittig von einer königlichen Krone überragt die Initiale W (Wilhelm). Darunter die Inschrift Dem siegreichen Heere sowie umlaufend Gott war mit uns, Ihm sei die Ehre. Die Rückseite zeigt ein Kreuz mit Strahlen zwischen den vier Armen und auf dessen Mittelschild von einem Lorbeerkranz umschlossen die Jahreszahlen 1870 und 1871. Auf dem Rand der Münze ist eingeprägt: AUS EROBERTEM GESCHUETZ.
Die Medaille für Nichtkombattanten ist aus Stahl, lediglich mit kleinen Abweichungen. Mittig die Inschrift Für Pflichttreue im Kriege und umseitig ein Eichenkranz.

## Trageweise
Getragen wurde die Medaille auf der linken Brust an einem schwarzen, weißgeränderten und mittig von einem roten Streifen durchzogenen Band. Bei Nichtkombattanten ist das Band gleich, wie bei der Kombattantenmedaille, lediglich für Militär-Beamte und Personen, die nicht den Streitkräften angehörten, wurde die Nichtkombattantenmedaille auch an einem speziellen Nichtkombattantenband getragen, das die Farbgebung weiß mit schwarzen Rändern und mittig von einem roten Streifen durchzogen hatte.

## Gefechtsspangen
Aus Anlass der 25. Wiederkehr des Sieges wurden am 18. August 1895 zu der Medaille noch folgende Gefechtsspangen gestiftet
- Schlacht bei Weißenburg
- Schlacht bei Spichern
- Schlacht bei Wörth
- Schlacht bei Colombey – Nouilly
- Schlacht bei Vionville – Mars la Tour
- Schlacht bei Gravelotte – St. Privat
- Schlacht bei Beaumont
- Schlacht bei Noisseville
- Schlacht bei Sedan
- Schlacht bei Amiens
- Schlacht bei Beaune la Rolande
- Schlacht bei Villiers
- Schlacht bei Loigny-Poupry
- Schlacht bei Orleans
- Schlacht bei Beaugency-Cravant
- Schlacht an der Hallue
- Schlacht bei Bapaume
- Schlacht bei Le Mans
- Schlacht an der Lisaine
- Schlacht bei St. Quentin
- Schlacht am Mont Valerien
- Belagerung von Straßburg
- Belagerung von Paris
- Belagerung von Belfort
- Belagerung von Metz

Die Spangen sind aus vergoldetem Messing oder vergoldeter Bronze gefertigt und durften (nur) bei der Kombattantenmedaille auf dem Band befestigt werden. Für die Teilnahme an mehreren Schlachten wurden die Spangen untereinander angebracht. Da die Gefechtsspangen von den Berechtigten nachträglich auf eigene Kosten beschafft werden mussten, sind sie viel seltener als die staatlicherseits überreichte Medaille.

## Sonstiges
Alle verliehenen Originale der Kombattantenmedaille tragen die Randinschrift
AUS EROBERTEM GESCHUETZ, da sie aus ca. 280 Zentnern eroberten, französischen Bronze-Geschützrohren hergestellt sind. Die Nichtkombattantenmedaillen aus Stahl haben keine Randinschrift. Es gibt eine große Menge zeitgenössischer Kombattantenmedaillen, die keine Randinschrift tragen und bei denen der Bandring an einer schmaleren nicht gerillten Öse befestigt ist. Es sind Zweitstücke, die man damals im Handel erwerben konnte und die sich die Berechtigten auf eigene Kosten beschafften. Diese Zweit- oder Ersatzstücke kommen auch in vergoldeter – und damals entsprechend teuerer – Luxusausführung vor.